# Fontaine-Lavaganne
Fontaine-Lavaganne è un comune francese di 438 abitanti situato nel dipartimento dell'Oise della regione dell'Alta Francia.

## Società

### Evoluzione demografica
Abitanti censiti